# Onthophagus rasipennis
Onthophagus rasipennis är en skalbaggsart som beskrevs av D'orbigny 1908. Onthophagus rasipennis ingår i släktet Onthophagus och familjen bladhorningar. Inga underarter finns listade i Catalogue of Life.